# Kleomenes III
Kleomenes III (ok. 265 – 219 p.n.e.), syn Leonidasa II, król spartański w latach 235-222 p.n.e. i reformator. Po dwóch zwycięstwach nad Związkiem Achajskim (226 p.n.e.) dokonał zamachu stanu. Kontynuował program króla Agisa IV (nowy podział ziemi, rozszerzył jej przydział na periojków i część metojków. Obalił eforat i znacznie osłabił wpływy geruzji, przepędził 80 oligarchów. Zreorganizował armię i przywrócił dawne obyczaje spartańskie. Prowadził podboje na Peloponezie.
Zwalczał Związek Achajski, który wezwał na pomoc Macedonię. Pobity (222 p.n.e.) pod Sellazją przez stratega Związku Achajskiego Aratosa, sprzymierzeńca króla macedońskiego Antygonosa Dosona, zbiegł do Egiptu w 222 p.n.e. wraz z 12 Spartanami, gdzie z początku przebywał na dworze życzliwego dla niego króla Ptolemeusza III obiecującego mu statki i żołnierzy i wypłacającego mu roczną pensje w kwocie 24 talentów.
W 221 p.n.e. po śmierci Ptolemeusza III na tron wstąpił jego syn Ptolemeusz IV Filopator, który nie przejmował się losami państwa, pozostawiając wszelkie sprawy ministrowi Sosibiosowi. Od 220 p.n.e. Kleomenes był przetrzymywany wraz z przyjaciółmi w wystawnym domu w Aleksandrii na polecenie Ptolemeusza IV za radą ministra Sosibiosa, który uknuł intrygę przeciwko spartańskiemu królowi za rzekomą próbę zdrady.
Jesienią 219 p.n.e. Kleomenes wykorzystał pobyt króla wraz z dworem poza Aleksandrią, w Kanopos, upił strażników „królewskiego więzienia” i wybiegł na ulice miasta wraz z 12 Spartanami uzbrojonymi w krótkie miecze, próbując wywołać bunt przeciwko władzy króla-despoty. Widząc brak odezwy wśród ludu Aleksandrii i swoje fatalne położenie w obecnej sytuacji popełnił samobójstwo wraz z towarzyszami, przebijając się własnymi mieczami.
Kleomenes III jest głównym bohaterem powieści Haliny Rudnickiej: Syn Heraklesa oraz Heros w okowach, będących kontynuacją chronologiczną i tematyczną powieści tej samej autorki pod tytułem Król Agis (król Sparty Agis IV), powieści zwanych trylogią antyczną. Każda z nich jest zamkniętą całością; łączą je dzieje i postaci historyczne. 